# Remchingen
Remchingen est une commune de Bade-Wurtemberg (Allemagne), située dans l'arrondissement d'Enz, dans l'aire urbaine Nordschwarzwald, dans le district de Karlsruhe.

## Personnalités
- Johann Gottfried Tulla
- Max Giesinger
- Simon Gegenheimer